# Ахмеровський ліс
Ахмеровський ліс — листяний лісовий масив в Росії, розташований в Ішимбайському районі Башкортостану за 21 км на північний схід від міста Ішимбая і за 18 км на схід від міста Стерлітамака.

## Опис
Розташований на північний захід від гори Присновська і являє собою прямокутну ділянку довжиною до 5 км і шириною до 4 км. Площа Ахмеровського лісу близько 15 км². Лісовий масив розташований на висоті від 180 до 310 метрів над рівнем моря.

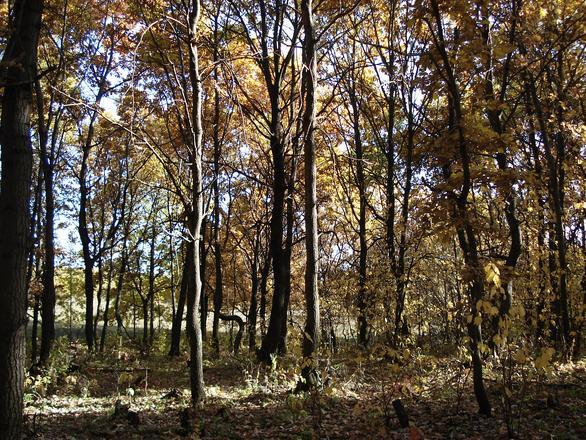
В Ахмеровському лісі

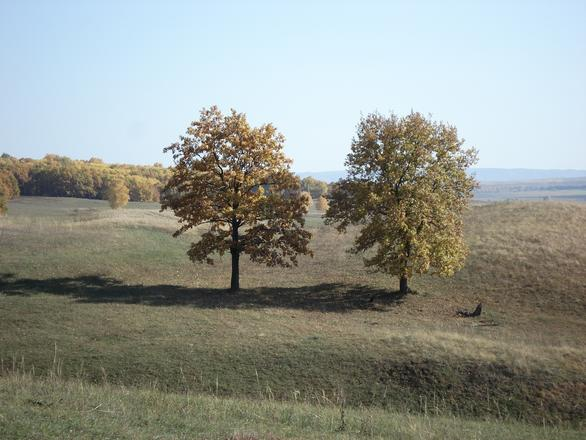
На узліссі Ахмеровського лісу

На західній околиці лісу бере початок струмок Кам'янка, притока Селеука. На південній околиці Ахмеровського лісу протікає річка Алабердибаш (притока Бердишли), яка поділяє Ахмеровський і Барський ліси. На південно-західній околиці ліс огинає річка Бердишла. Зі східної околиці ліс огинає річка Кіяук (притока Зігана), яка бере початок на східній межі лісового масиву. У центральній частині лісового масиву знаходиться найвища точка Ахмеровського лісу (висота від 320 до 340 м). У південній частині лісового масиву, на висоті 279,5 метрів над рівнем моря, розташований геодезичний пункт.
З півночі ліс обходить автодорога Р316 (Стерлітамак — Магнітогорськ), що проходить поблизу селища Ахмерово, розташованого на західній околиці лісового масиву. Через ліс проходить лінія електропередачі та ґрунтова дорога Ахмерово — Петровське.
У Ахмеровском лісі ростуть листяні дерева дуб і липа. Деревостан лісового масиву за даним на 1983 рік являв собою дерева середньою висотою 17 м і товщиною 20 см. Лісовий масив розбитий просіками на 9 секторів. Уздовж південної частини лісу росте луг, вздовж північної зустрічається рідколісся.
У 1805 році ліс належав до Стерлітамацького повіту Оренбурзької губернії і на його східній околиці розташовувався поташний завод.

## Топографічні карти
Аркуш карти N-40-89. Масштаб: 1 : 100 000. Стан місцевості на 1983 р. Видання 1985 р. (рос.)